# Zoe Ann Olsen-Jensen
Zoe Ann Olsen-Jensen (ur. 11 lutego 1931 w Council Bluffs, zm. 23 września 2017) – amerykańska skoczkini do wody. Dwukrotna medalistka olimpijska.
Brała udział w dwóch igrzyskach olimpijskich (IO 48, IO 52), na obu zdobywała medale. W 1948 zajęła drugie miejsce w skokach z trzymetrowej trampoliny, przegrywając jedynie ze swoją rodaczką Vicki Draves. W 1952 była trzecia. Jej mężem był baseballista Jackie Jensen. 1989 została przyjęta w poczet członków International Swimming Hall of Fame.